# Holden Astra
Der Holden Astra ist ein PKW der Kompaktklasse, der von 1984 bis 1989, von 1995 bis 2009 und erneut von 2015 bis 2020 von dem australischen Automobilhersteller Holden, dem dortigen Ableger von General Motors, angeboten wurde. Die Fahrzeuge von 1984 bis 1989 waren Schwestermodelle der Nissan-Modelle Cherry und Sunny. Von 1989 bis 1995 ersetzte der auf dem Toyota Corolla beruhende Holden Nova den Astra. Von 1995 bis 2009 wurde ein Astra angeboten, der den jeweils aktuellen europäischen Astra-Modellen von Opel und Vauxhall entsprach. Von 2015 bis 2016 wurde erneut ein auf dem Opel Astra J basierendes Modell verkauft, das bereits zuvor von 2012 bis 2013 unter dem Markennamen Opel angeboten wurde. Ab 2016 wurde der Opel Astra K gemeinsam mit dem Chevrolet Cruze J400 als Holden Astra angeboten.

## Von Jahr zu Jahr

### LB/LC Astra (1984–1987)
Hauptartikel: Nissan Cherry N12

Als der LB Astra im August 1984 vorgestellt wurde, war er der erste Holden, der nicht in Australien gebaut wurde, sondern zusammen mit den Cherry, von dem er abstammte, bei Nissan in Japan. Der Astra entsprach aber nicht genau dem Cherry, sondern hatte für Australien spezifische Ausstattungslinien. Der ausschließlich als 5-türige Kombilimousine erhältliche Wagen war als einfacherer SL/X oder besser ausgestatteter SL/E zu ordern. In jedem Falle wurde er von einem 1,5 l-Reihenvierzylinder-ohc-Motor mit einer Leistung von 51 kW angetrieben. Ein manuelles Fünfganggetriebe oder auf Wunsch eine dreistufige Automatik leitete die Motorkraft an die Vorderräder weiter. Die Rolle der 4-türigen Limousine besetzte der gleichzeitig von Holden selbst gefertigte RB Gemini, sodass eine Karosserieform für den Astra ausreichte.
Im Februar 1986 wurde der mild überarbeitete LC Astra vorgestellt. Während sich außen kaum Veränderungen zeigten, hatte der Motor auf 1,6 l Hubraum zugelegt und produzierte 52 kW. Am unteren Ende der Palette kam ein billigeres SL-Modell dazu. Bei SL/X und SL/E waren der Kühlergrill und die Stoßfänger in Wagenfarbe gehalten, während der SL weiterhin schwarze Kunststoffteile zeigte.
| Modell   | Bezeichnung | Fahrzeugart            | Bauzeitraum     |
| -------- | ----------- | ---------------------- | --------------- |
| LB-8LP68 | Astra SL/X  | Kombilimousine 5 Türen | 08/1984–02/1986 |
| LB-8LQ68 | Astra SL/E  | Kombilimousine 5 Türen | 08/1984–02/1986 |
| LC-8LN68 | Astra SL    | Kombilimousine 5 Türen | 02/1986–09/1987 |
| LC-8LP68 | Astra SL/X  | Kombilimousine 5 Türen | 02/1986–09/1987 |
| LC-8LQ68 | Astra SL/E  | Kombilimousine 5 Türen | 02/1986–09/1987 |

Noch bis September 1987 wurde der LC Astra hergestellt.

### LD Astra (1987–1989)
Hauptartikel: Nissan Sunny B12

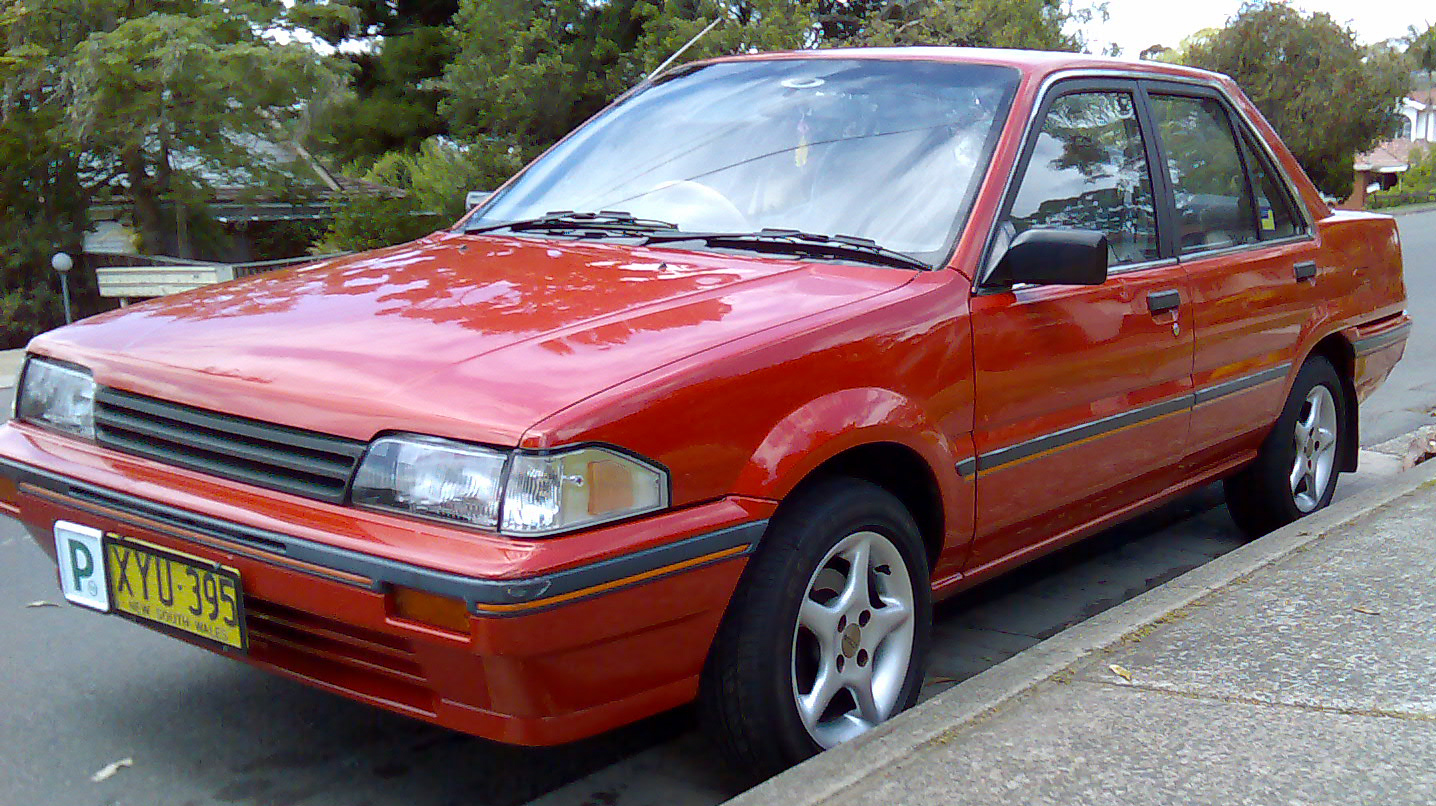
Holden LD Astra SL/X Limousine (1987–1989)

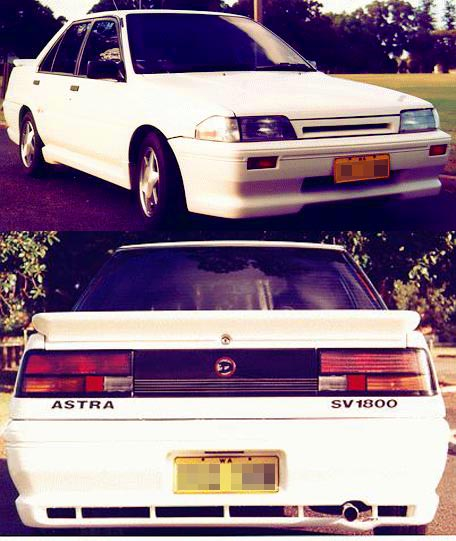
HSV LD Astra SV1800 (1988)

Bereits im Juli 1987 wurde der neue LD Astra vorgestellt. Er beruhte ebenfalls auf einem Nissan-Modell, dem Sunny B12. Eine ganze Anzahl an Blechteilen und beide Motoren wurden aber von Holden zugeliefert und auch im Schwestermodell Nissan Pulsar eingesetzt. Diese Motoren waren die gleichen wie beim Holden Camira, Einspritztriebwerke mit 1,6 l Hubraum und 55 kW oder 1,8 l Hubraum und 79 kW.
Gleich geblieben waren auch die Ausstattungslinien. Die Kombilimousine wurde weiterhin als LS, SL/X oder SL/E angeboten. Im Oktober des gleichen Jahres kam eine 4-türige Limousine dazu, die als SL/X oder SL/E verfügbar war.
Im September 1988 stellte Holden Special Vehicles (HSV) eine getunte Version des LD Astra vor. Fast alle der nur 65 Exemplare basierten auf der Limousine. Die Änderungen beschränkten sich auf Spoiler, Rallyestreifen und eine geänderte Radaufhängung.
| Modell   | Bezeichnung | Fahrzeugart            | Bauzeitraum     |
| -------- | ----------- | ---------------------- | --------------- |
| LD-8LN68 | Astra SL    | Kombilimousine 5 Türen | 07/1987–08/1989 |
| LD-8LP68 | Astra SL/X  | Kombilimousine 5 Türen | 07/1987–08/1989 |
| LD-8LP69 | Astra SL/X  | Limousine 4 Türen      | 10/1987–08/1989 |
| LD-8LQ68 | Astra SL/E  | Kombilimousine 5 Türen | 07/1987–08/1989 |
| LD-8LQ69 | Astra SL/E  | Limousine 4 Türen      | 10/1987–08/1989 |

1989 wurde der LD Astra zu Gunsten des LE Nova eingestellt, der auf Basis des Toyota Corolla gebaut wurde.

### TR Astra (1995–1998)
Hauptartikel: Opel Astra F

Nachdem im Laufe des Jahres 1995 das Joint Venture mit Toyota – und damit auch das Holden-Modell LG Nova – aufgegeben werden musste, bot man in dieser Fahrzeugklasse den Astra auf Basis des Konzernmodells Opel Astra F als TR Astra  an. Von den in Großbritannien (als Vauxhall Astra) und Deutschland gefertigten Modellen produzierte Holden aber nur die 5-türige Kombilimousine und die 4-türige Limousine.
Es gab drei Ausstattungslinien: Basis war der City mit 1,6 l-Motor (74 kW) und manuellem Fünfganggetriebe. Darüber rangierte der GL mit 1,8 l-Maschine (85 kW), der auf Wunsch auch mit einer Getriebeautomatik ausgestattet werden konnte. Spitzenmodell war der nur mit Schrägheck erhältliche GSi mit 2,0 l-Vierzylinder (100 kW) und Fünfganggetriebe.
Diese Modelle wurden ab 1996 auch nach Neuseeland exportiert, wo sie den bis dahin dort erhältlichen Vauxhall Astra F ersetzten. Dort gab es auch den in Australien nicht angebotenen 5-türigen Kombi.

### TS Astra (1998–2005)
Hauptartikel: Opel Astra G

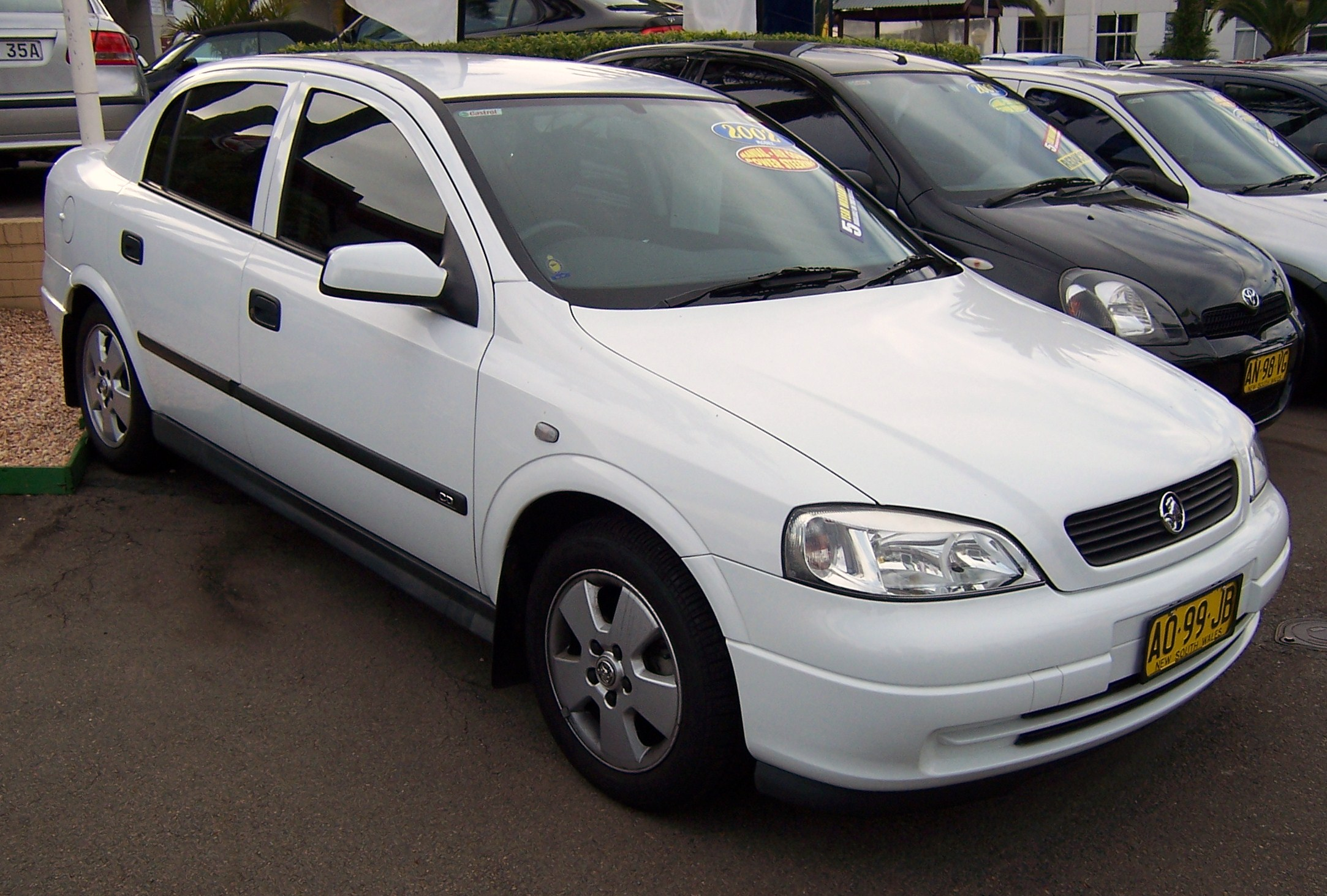
Holden TS Astra Stufenheck (2002)

Der Umstellung vom Astra F zum Astra G in Deutschland folgte auch die australische GM-Dependance. Der 1998 vorgestellte TS Astra übernahm aus Europa neben den schon bekannten 4- und 5-türigen Modellen auch die 3-türige Kombilimousine und das 2-türige Cabriolet. Das Coupe von Bertone und der Kombi waren in Australien aber nicht erhältlich.  Von den in Großbritannien (als Vauxhall Astra) und Deutschland gefertigten Modellen produzierte Holden aber nur die 5-türige Kombilimousine und die 4-türige Limousine. Der 5-türige Kombi war wiederum nur in Neuseeland erhältlich, und das auch nur bis 1999.
Die Ausstattungslinien hießen nun City, CD, CDXi, SXi und SRi. Für den City gab es nur die 1,8 l-Maschine, der SRi war nur als Dreitürer erhältlich. Ab 2003 gab es als Spitzenmotorisierung einen turbogeladenen 2,0 l-R4 mit 147 kW.
Im Dezember 2004 wurde die Modellpalette durch den neuen AH Astra ersetzt, nur das einfachste Modell mit 1,8 l-Motor blieb als Astra Classic noch ein Jahr im Angebot, bis es durch den billigeren Holden Viva ersetzt wurde.

### AH Astra (2004–2009)
Hauptartikel: Opel Astra H

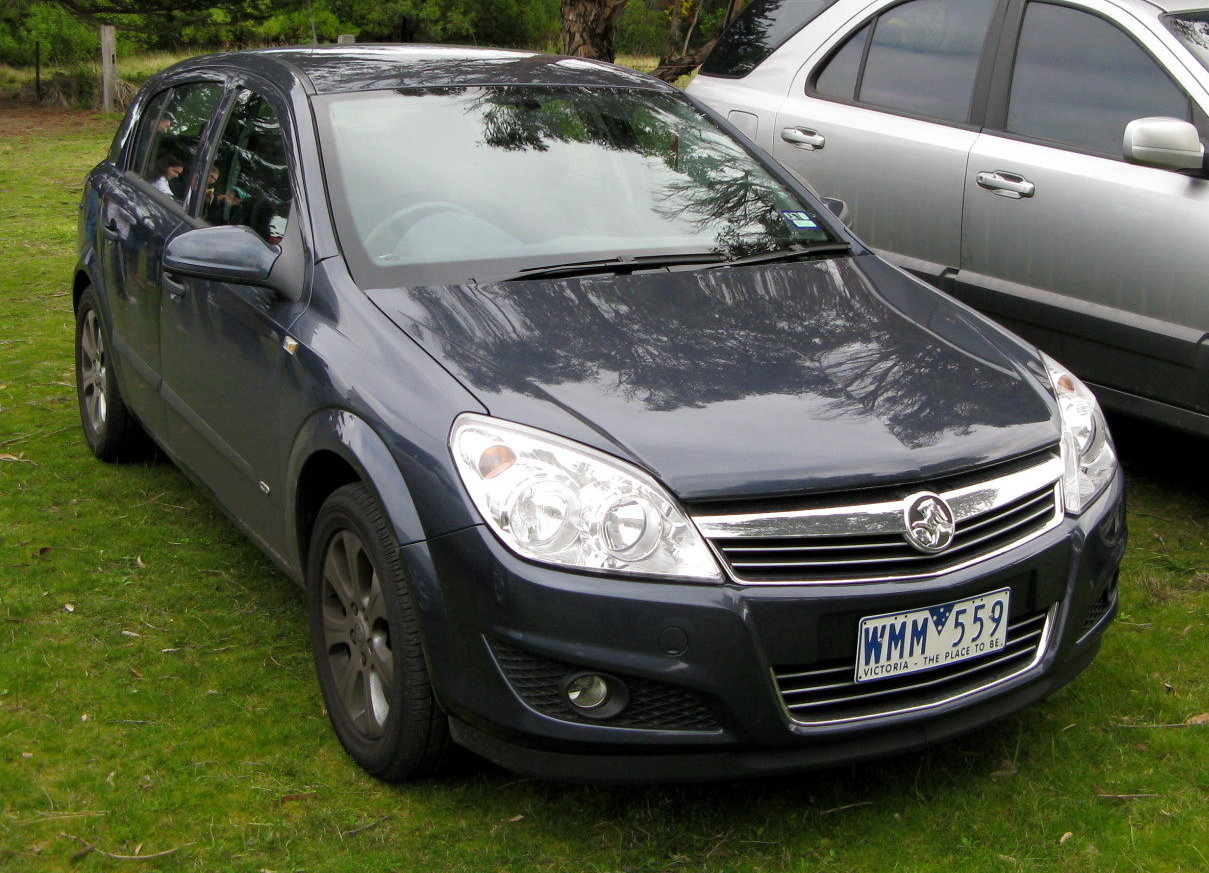
Holden AH Astra Schrägheck (2007)

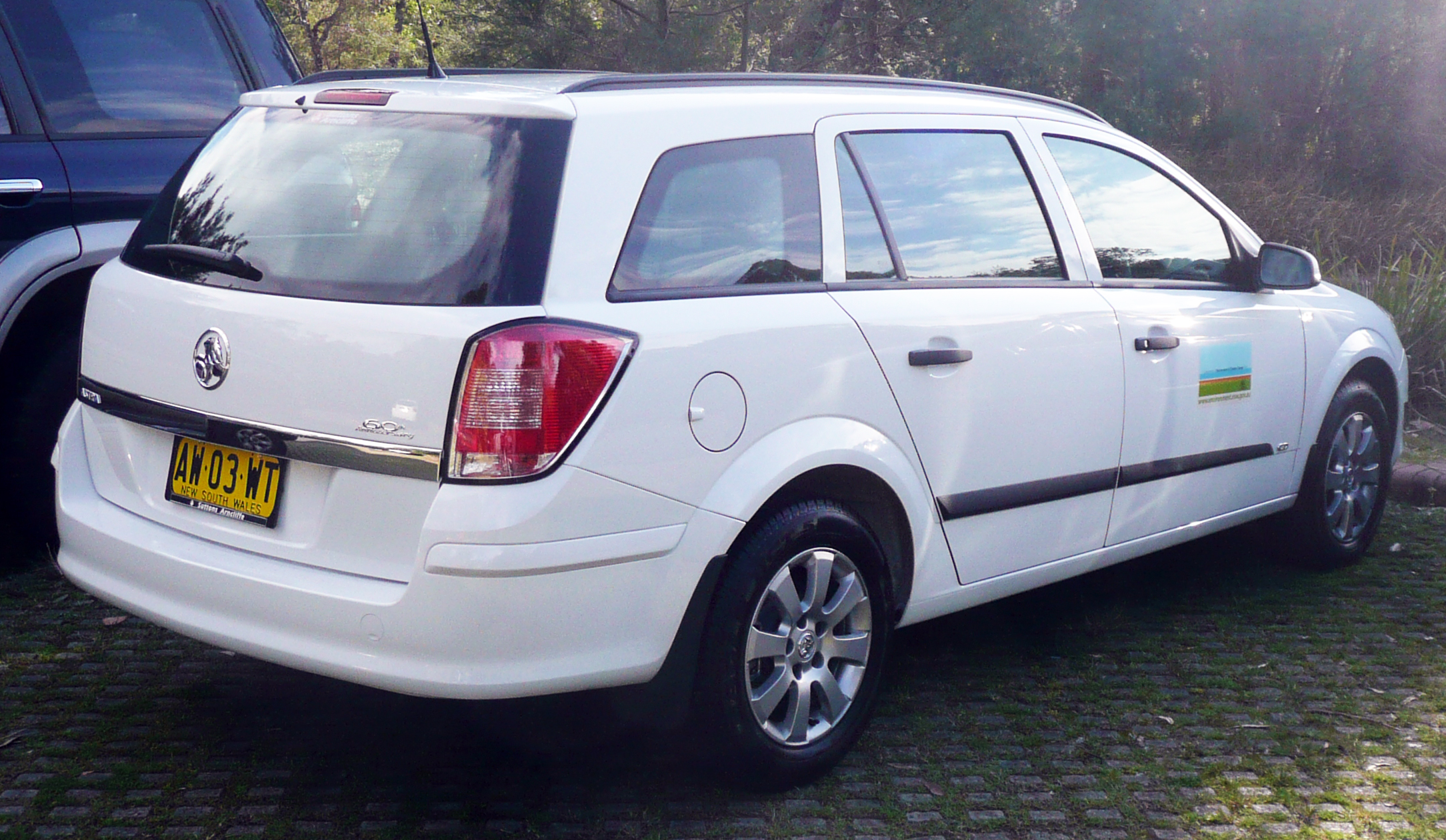
Holden AH Astra Kombi (Sondermodell zum 60. Firmengeburtstag von Holden 2008)

Der AH Astra wurde im Dezember 2004 vorgestellt und war vom Opel Astra H abgeleitet. Produziert wurden nun alle in Deutschland gefertigten Varianten, nur die Motorenpalette differierte geringfügig von der deutschen. Ab 2006 gab es auch Dieseltriebwerke.
Es gab nun die Ausstattungslinien CD, CDX, CDTi, SRi, SRi Turbo und VXR. Der CDTi ersetzte dabei den bisherigen CDXi.
Mitte 2009 wurde der Import des europäischen Astra H nach Australien und Neuseeland beendet. In der unteren Mittelklasse setzte Holden jetzt auf den aus Korea importierten Chevrolet Cruze, der in Australien als Holden Cruze verkauft wurde. Der Astra J wurde stattdessen in Australien ab September 2012 als Opel angeboten, aber bereits ein Jahr später aufgrund schlechter Verkaufszahlen wieder vom Markt genommen.

### PJ Astra (2015–2016)
Nachdem der Opel Astra J zunächst von 2012 bis 2013 erfolglos als Opel angeboten wurde, war dasselbe Modell von 2015 bis 2016 erneut als Holden Astra parallel zum als Holden Cruze bezeichneten Chevrolet Cruze erhältlich. Es gab ihn lediglich als dreitürige Schrägheckvariante in den beiden Ausstattungslinien OPC und VXR, die zu weitaus günstigeren Preisen angeboten wurden als die Opel-Modelle zuvor. Der VXR wurde von einem 280 PS starken 2,0 l-Motor angetrieben.

### BK Astra (2016–2020)
Anfang 2015 verkündete Holden, den Opel Astra K ab 2016 als Holden Astra zu verkaufen. Dieser sollte zunächst parallel zum Holden Cruze angeboten werden, doch gab Holden im Januar 2017 bekannt, künftig beide Modelle unter dem Namen Astra verkaufen zu wollen, wobei die Schrägheckvariante des Astras und die Stufenheckvariante des Cruzes übernommen werden sollen. Die Schrägheckvariante war seit Dezember 2016 als „new Astra Hatch“ erhältlich, während die Limousine im Juni 2017 als „new Astra Sedan“ auf den Markt kam. Im Oktober 2017 folgte zudem eine Kombiversion.
Im Juni 2019 wurden die Limousine und der Kombi vom Markt genommen und 2020 die Marke Holden eingestellt.

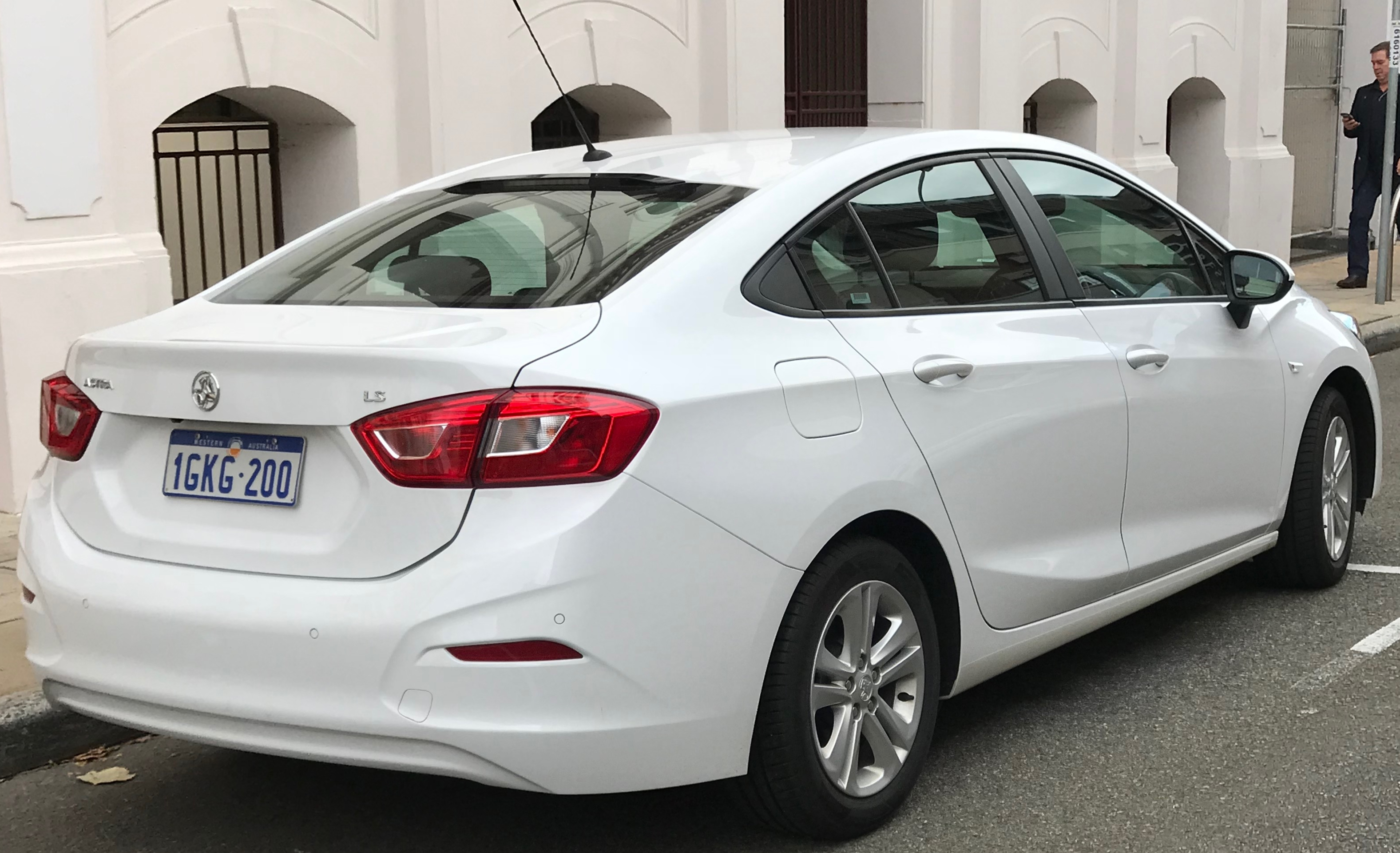
Holden Astra BL Sedan (2017–2019)